# جيل الرسالة
جيل الرسالة هو برنامج تلفزيوني في قناة الرسالة أذاعه عبد المجيد الفوزان ومنهل عبد القادر. يناقش البرنامج مشاكل الشباب المعاصرة ويتبع أسلوب أخذ النصيحة من العلماء في المشكلة المراد النقاش فيها ثم يقوم الشباب بالحوار وحدهم واتخاذ القرار المناسب.

## وصلات خارجية
- الموقع الرسمي (لا يعمل الآن)
- الموقع الرسمي لقناة الرسالة
- الموقع الرسمي لعبد المجيد الفوزان